# Paige Matthews
Paige Matthews, er en fiktiv person i den amerikanske TV-serie Heksene fra Warren Manor (Charmed) produceret af The WB Television Network (The WB).
Skuespillerinden Rose McGowan spillede Paige de sidste fem sæsoner.

## Baggrund
Paige blev født i august 1977 af Patrica Halliwell. Paige var den fjerdefødte af heksen Patrica Halliwell og den første af whitelighteren/skytsenglen Sam Wilder. Paige er dermed halvsøster til de 3 søstre: Prue, Piper og Phoebe.
Dengang var kærlighed mellem en heks og en whitelighter forbudt, og derfor gav de hende til en nonne, Søster Agnes, i en lokal kirke. Patricas sidste ønske for sit barn var, at hendes navn skulle starte med et P ligesom hendes søstre.
Babyen fik navnet Paige og blev adopteret af familien Matthews. I hendes teenage år var Paige rebelsk; hun var ude hele aftenen, festede med sine venner, pjækkede fra sine timer og svarede sine forældre igen.
En dag kom Paige og hendes adoptivforældre ud for en bilulykke. Hendes adoptivforældre døde, men reddede sig selv ved at orbe (teleportere) ud, uden at vide det. Uden at vide hvad der skete eller hvordan hun overlevede, tog hun det tungt og ændrede sit liv; hun stoppede med at drikke øl, og begyndte at være god i skolen.
Efter hun blev færdig med high school, kom hun ind i Berkley College, på grund af gode karakterer og en god stil om hendes forældres død.
Da hun blev færdig med College begyndte hun at arbejde for South Bay Social Services som hjalp de fattige, de arbejdsløse og de gamle.
Efter et par år begyndte Paige at lede efter sin biologiske familie. Hun spurgte politiet og fik at vide, at hun blev efterladt i en kirke og hvilken kirke det var.
Hun tjekkede forskellige steder og hun mente, at hun muligvis var beslægtet til Halliwell-søstrene, men hun kontaktede ikke søstrene, fordi hendes mor var død.
I 2000 begyndte Paige at tage hen til klubben "P3", som Piper Halliwell ejede, fordi Paige følte, at hun hørte til hos Halliwell-søstrene.
Et år senere, da Prue døde, følte Paige sig magisk draget hen til begravelsen. Da Paige gav Phoebe hånden og kondolerede med Prues død, fik Phoebe et syn, hvor Paige blev dræbt af dæmonen Shax, der dræbte Prue.